# گوگی ویدرز
گوگی ویدرز (انگلیسی: Googie Withers؛ ۱۲ مارس ۱۹۱۷ – ۱۵ ژوئیهٔ ۲۰۱۱) هنرپیشه اهل بریتانیا بود.
از فیلم‌هایی که وی در آن نقش داشته است، می‌توان به خانم ناپدید می‌شود، درخشیدن، میراندا، آزمون عشق و باغ آلبالو اشاره نمود.

## مرگ
ویترز در 15 ژوئیه 2011 در خانه اش در سیدنی در سن 94 سالگی درگذشت. همسر، بازیگر، تهیه کننده تلویزیونی و مدیر اجرایی استودیو جان مک کالوم در 3 فوریه 2010 او را فوت کرد. 